# Xyletobius forelii
Xyletobius forelii är en skalbaggsart som beskrevs av Perkins 1910. Xyletobius forelii ingår i släktet Xyletobius och familjen trägnagare. Inga underarter finns listade i Catalogue of Life.